# GTF文件
GTF（gene transfer format，字面意思是基因转移格式）是一种基因组学中用于标记基因在基因组中位置并同时提供一些基本注释信息的文件。GTF文件可与GFF文件第二版本完全互相兼容。Ensembl、GENCODE，以及UCSC基因组浏览器等项目都提供常见模式生物基因组的GTF注释文件。